# Jamila Gavin
Jamila Gavin (Mussoorie, 9 de agosto de 1941) es una escritora angloindia especializada en literatura infantil.
Nacida en las «United Provinces» de India, luego estado de Uttarakhand en los Himalayas occidentales, Gavin fue hija de dos maestros, madre inglesa y padre hindú que se conocieron como docentes en Irán; circunstancia que ha llevado a la escritora a explicar a menudo que gracias a esa condición de mestiza «heredé dos ricas culturas que han marchado hombro con hombro a lo largo de toda mi vida, y que siempre me han hecho sentir que pertenecía a ambos países».
Visitó Inglaterra por primera vez a los seis años y se asentó allí cuando tenía once (Gavin fijó su residencia en Stroud, Gloucestershire al final de la década de 1980). Antes de dedicarse a la literatura infantil, trabajó en el departamento musical de la BBC. Publicó su primer libro, The Magic Orange Tree and Other Stories, en 1979, casi como una reflexión tras el nacimiento de su primer hijo, y como testimonio de su experiencia vital como una niña multirracial; en ese mismo sentido se orienta su trilogía Surya.
Gavin es una de las patrocinadoras del «Shakespeare Schools Festival», una organización benéfica que posibilita a las escuelas infantiles de todo el Reino Unido, que representen a Shakespeare en teatros profesionales. En 2016, fue asimismo una de las fundadoras del «Stroud Book Festival». Su hijo, Rohan Gavin, es también novelista. 

## Obra
La trilogía Surya (1992 a 1997) es la saga familiar de dos generaciones de hindúes de la casta sikh en el conflictivo y dramático proceso de transición del imperio británico y la posterior división de la India. Los tres volúmenes, The Wheel of Surya (1992), The Eye of the horse (1994) y The Track of the Wind (1997), fueron candidatos al Guardian Children’s Fiction Prize y The Wheel of Surya consiguió un segundo premio. 
Ya en el 2000, el relato Coram Boy ganó el «Whitbread Prize» como libro del año para niños, y fue adaptado al teatro por Helen Edmundson y producido por el National Theatre en 2005-2006, montaje que recibiría a su vez el premio Laurence Olivier, y que luego se representó en Broadway en 2007.

## Selección de obras
De su abundante obra, pueden seleccionarse a título orientativo: The Magic Orange Tree and other stories (1979); las colecciones de relatos cortos basados en leyendas hindúes Three Indian Goddesses (2001) y Three Indian Princesses (1987); la Surya trilogy ((1992-1997)); Coram Boy (2000); Out of India: An Anglo Indian Childhood (1997); I Want to be An Angel (1990); Forbidden Memories; Storyworlds (Heinemann, 1996), ilustrado por Rhian Nest Jame; Stories From the Hindu World (1986); o la biografía Alexander the Great: Man, Myth, or Monster? (Walker, 2012).

## Reconocimientos
- Miembro de la Royal Society of Literature en 2015.
- Finalista para el «Richard Imison Memorial Award» en 2001.
- Ganadora del «Whitbread Children's Book Award» («Costa Book Awards»), en 2000.

Finalista en varias ocasiones del «Guardian Children's Fiction Prize».